# Gaiola
Gaiola – miejscowość i gmina we Włoszech, w regionie Piemont, w prowincji Cuneo.
Według danych na rok 2004 gminę zamieszkiwało 471 osób, 117,8 os./km².